# 224 (число)
Вижте пояснителната страница за други значения на 224.
224 (двеста двадесет и четири) е естествено, цяло число, следващо 223 и предхождащо 225.
Двеста двадесет и четири с арабски цифри се записва „224“, а с римски – „CCXXIV“. Числото 224 е съставено от три цифри от позиционните бройни системи – 2 (две), 4 (четири).

## Общи сведения
- 224 е четно число.
- 224-тият ден от невисокосна година е 12 август.
- 224 е година от Новата ера.